# Allen Bathurst (6. hrabia Bathurst)
Allen Alexander Bathurst (19 października 1832 na Grosvenor Square w Londynie - 1 sierpnia 1892 w Cirencester), brytyjski arystokrata i polityk, jedyny syn podpułkownika Thomasa Seymoura Bathursta (najmłodszego syna 3. hrabiego Bathurst) i Julii Hankey, córki Johna Petera Hankeya.
Chrzest Allena odbył się 26 listopada 1832 r. Cirencester. Wykształcenie odebrał w Eton College i w Trinity College na Uniwersytecie Cambridge. Tę ostatnią uczelnię ukończył w 1853 r. z tytułem magistra sztuk pięknych. W 1857 r. wygrał wybory do Izby Gmin w okręgu Cirencester. Reprezentował Partię Konserwatywną. W niższej izbie zasiadał do 1878 r., kiedy to zmarł wuj Allana, William Bathurst, 5. hrabia Bathurst, i stał się on dziedzicem jego tytułów. Od tej pory, jako 6. hrabia Bathurst, zasiadał w Izbie Lordów.
31 stycznia 1862 r. w Tabley Chapel w Great Budworth (hrabstwo Cheshire), poślubił Meriel Leicester Warren (25 listopada 1839 - 6 lipca 1872), córkę George'a Warrena, 2. lorda de Tabley i Cathariny de Salis, córki hrabiego Jerome'a de Salis. Allen i Meriel mieli razem trzech synów i córkę:
- Georgina Meriel Bathurst (21 lipca 1863 - 25 kwietnia 1922), żona sir George'a Buchanana, miała dzieci
- Seymour Henry Bathurst (21 lipca 1864 - 21 września 1943), 7. hrabia Bathurst
- Lancelot Julian Bathurst (24 stycznia 1868 - 14 czerwca 1928)
- Allen Benjamin Bathurst (25 czerwca 1872 - 8 października 1947), ożenił się z Augustą Spencer-Churchill, miał dzieci, jego wnukiem jest admirał Benjamin Bathurst

6 czerwca 1874 r. w Fetcham w hrabstwie Surrey, poślubił Evelyn Elisabeth Barnard Hankey (zm. 1 marca 1927), córkę George'a Jamesa Hankeya i Rebecki Barclay, córki George'a Barclaya. Allen i Evelyn mieli razem jedną córkę:
- Evelyn Selina Bathurst (zm. 16 kwietnia 1946), żona majora George'a Listera, miała dzieci

Lord Bathurst zmarł w 1892 r. w wieku 60 lat i został pochowany w katedrze w Cirencester. Jego majątek oceniono na 238 149 funtów.